# Émilie Broussouloux
Pour les articles homonymes, voir Broussouloux.
Émilie Broussouloux, née le 12 janvier 1991, est une journaliste et animatrice française de télévision française.

## Biographie

### Enfance
Émilie Broussouloux est née d'une mère indonésienne et d'un père français. Elle naît à Saint-Mandé dans le Val-de-Marne et grandit à Andrésy dans les Yvelines avec sa petite sœur, Chloé. Elle est très attachée à Brive-la-Gaillarde et la Corrèze, d'où son père est originaire et où ses grands-parents résident.

### Études
Après avoir obtenu son bac ES en 2009, elle est admise en hypokhâgne au lycée Jeanne-d'Albret à Saint-Germain-en-Laye (Yvelines). En parallèle à sa classe préparatoire littéraire, elle valide un double cursus lettres/histoire à La Sorbonne à Paris.
Elle passe un an à Seattle aux États-Unis pour ses études.[réf. souhaitée] À son retour en France, elle intègre l'École supérieure de journalisme de Paris en 2011, en passant directement en deuxième année. Pendant ses deux années d'étude à l'école de journalisme, elle allie cours de journalisme et stage, d'abord à la matinale d'I-Télé puis au journal télévisé de D8 le weekend. Émilie Broussouloux est diplômée d'un master en novembre 2013[réf. souhaitée].

### Carrière journalistique
En 2013, elle effectue ses premières piges à Infosport+ et au journal télévisé de M6, le 12.45.
Au bout d'un an, elle réalise des reportages pour Stade 2, ainsi que des duplex pour Tout le sport. Un an plus tard, en juin 2015, elle devient chroniqueuse dans l'émission Télématin, présentée par William Leymergie sur France 2. Elle présente chaque matin le journal des sports. En août 2016, elle anime les Jeux olympiques sur France 4 et France Ô en direct pendant un mois.
En septembre 2016, elle est recrutée par RMC Sport (anciennement SFR Sport) pour présenter la Premier League, le championnat anglais de football tous les week-ends ; la semaine, Émilie Broussouloux fait des reportages « à la pige » pour la chaîne BFM TV.
En juin 2017, elle rejoint France 3 pour présenter Ô Sud, une émission de découverte sur l'Occitanie diffusée chaque dimanche à 12 h 55 sur France 3 Occitanie. Trois mois après ses débuts, l'émission est également diffusée sur France 3 National le mercredi à 9 h 20. Depuis le mois de septembre 2017, Émilie Broussouloux fait également partie des présentateurs de l'émission Les Nouveaux Nomades, une émission de découverte diffusée le samedi à 12 h 55 sur France 3.
Elle rejoint la chaîne LCI en juin 2022. À partir de la rentrée de l'année suivante, elle y présente la tranche 22h/minuit, d'abord aux côtés d'Éric Brunet, puis à la suite du départ de ce dernier à l'été 2024, c'est en duo avec Darius Rochebin qu'elle officie.
A la rentée 2025 elle rejoint bfm tv pour présenter la tranche 22h/00h du vendredi au dimanche.

### Autres activités
À partir de la rentrée 2018, Émilie Broussouloux enseigne à l'école Pôle Paris Alternance, où elle donne des cours de techniques journalistiques et de media training[source secondaire souhaitée].

### Vie privée
Émilie Broussouloux aurait été en couple pendant quatre années avec Julien Pasquet, journaliste officiant à CNews.
Le 8 septembre 2018, elle se marie avec Thomas Hollande, fils de François Hollande et de Ségolène Royal, à Meyssac en Corrèze,. Ils ont une fille prénommée Jeanne née le 29 juin 2019, un fils Noé né le 21 janvier 2021 et une deuxième fille prénommée Nicole née le 15 juin 2025.